# Sołonci (obwód chersoński)
Sołonci (ukr. Солонці) – wieś na Ukrainie, w obwodzie chersońskim, w rejonie chersońskim, w hromadzie Ołeszky. W 2001 liczyła 1051 mieszkańców, spośród których 969 wskazało jako ojczysty język ukraiński, 47 rosyjski, 2 białoruski, 31 ormiański, a 2 inny.